# Семериков, Валерий Анатольевич
Валерий Анатольевич Семериков (род. 28 июня 1954) — исполняющий обязанность генерального секретаря ОДКБ в 2017 и 2018—2019 годах, генерал-полковник в отставке.

## Биография
В 1971 году поступил в Киевское высшее танковое инженерное училище, затем служил в пограничных войсках.
С 1975 года проходил военную службу в Забайкалье на границе СССР и Китая.
В 1982 году откомандирован в Афганистан. После возвращения назначается на должность заместителя начальника Приаргунского пограничного отряда.
В конце 1980-х обучался в Военной академии бронетанковых войск имени маршала Р. Я. Малиновского, по окончании которой с отличием, направлен для работы в Главное управление пограничных войск.
В 1994 году назначается заместителем командующего Северо-Западным пограничным округом.
В 1995 году поступает в Военную академию Генерального штаба, которую с отличием заканчивает. Далее проходит службу в центральном аппарате Федеральной пограничной службы в должностях начальника штаба вооружения, заместителя директора ФПС.
В 2002 году назначается первым заместителем директора пограничной службы и отвечает за обустройство государственной границы на Кавказе.
В 2003 году увольняется в запас и работает в секретариате ОДКБ в должности заместителя генерального секретаря.
С 1 января 2017 по 13 апреля 2017 года и 1 ноября 2018 по 31 декабря 2019 года исполнял обязанности генерального секретаря ОДКБ.

## Награды
- Орден «За заслуги перед Отечеством» III степени (13 июня 2019 года) — за большой вклад в развитие системы коллективной безопасности, укрепление мира, дружбы и сотрудничества между народами[2].
- Орден «За заслуги перед Отечеством» IV степени (30 апреля 2014 года) — за достигнутые трудовые успехи, значительный вклад в социально-экономическое развитие Российской Федерации, заслуги в гуманитарной сфере, укреплении законности и правопорядка, многолетнюю добросовестную работу, активную законотворческую и общественную деятельность[3].
- Орден Почёта (1999).
- Орден Дружбы (10 октября 2007 года) — за заслуги в укреплении мира, дружбы и сотрудничества между народами, большой вклад в дело создания и укрепления системы коллективной безопасности[4].
- Медаль Признательности[арм.] (16 декабря 2021 года, Армения) — по случаю 30-летия независимости Армении, за значительный вклад в укрепление и развитие дружественных отношений с Республикой Армения, углубление политического и экономического сотрудничества[5].
- Почётная грамота Президента Российской Федерации (17 февраля 2010 года) — за заслуги в развитии международного сотрудничества и многолетнюю добросовестную работу[6].